# Melvin och Howard
Melvin och Howard (engelska: Melvin and Howard) är en amerikansk dramakomedi från 1980 i regi av Jonathan Demme.

## Utmärkelser
Filmen vann bland annat två Oscars 1981 och Golden Globe Award för bästa kvinnliga biroll 1980.

## Roller i urval
- Paul Le Mat - Melvin Dummar
- Jason Robards - Howard Hughes
- Mary Steenburgen - Lynda West Dummar
- Elizabeth Cheshire - Darcy Dummar
- Chip Taylor - Clark Taylor
- Michael J. Pollard - Little Red
- Gloria Grahame - mrs Sisk
- Charles Napier - Ventura
- Pamela Reed - Bonnie Bonneau Dummar
- Dabney Coleman - domare Keith Hayes
- John Glover - advokat Freese
- Martine Beswick - fastighetsmäklaren